# سید محمود علیزاده طباطبایی
سید محمود علیزاده طباطبایی (زاده ۱۳۳۲ نطنز) همافر سابق، وکیل دادگستری اهل ایران، از فعالان سیاسی، عضو شورای مرکزی حزب کارگزاران سازندگی ایران و عضو هیئت مدیره کانون وکلای دادگستری مرکز است. او عضو دوره اول شورای شهر تهران (۱۳۷۷–۱۳۸۱) بود. علیزاده طباطبایی هم‌اکنون به‌عنوان وکیل دادگستری به فعالیت خود ادامه می‌دهد.
وی وکیل سید محمد خاتمی پنجمین رئیس‌جمهور ایران و وکیل رضا مصطفوی طباطبایی در پرونده دکل نفتی و وکیل تعدادی از خانواده‌های جانباختگان هواپیمای اوکراینی بوده‌است.
نشستن وی کنار رئیس قوه قضاییه کشور در مراسم بزرگداشت آیت الله شاهرودی حاشیه‌هایی به دنبال داشت.
وی در جریان محاکمه دستگیرشدگان حوادث پس از انتخابات ۲۲ خرداد ۱۳۸۸ وکالت برخی متهمین مانند محمد عطریانفر، شاپور کاظمی، کامبیز نوروزی، سعید لیلاز و همچنین میر حسین موسوی را در پرونده شکایت وی از روزنامه جوان بر عهده داشت.
او همچنین وکالت مهدی هاشمی فرزند اکبر هاشمی رفسنجانی و روزنامه شرق در جریان تعطیلی این روزنامه بواسطه چاپ یک کاریکاتور از هادی حیدری و وکالت عبدالحسین هراتی را به عهده گرفته‌است. همچنین وکالت حسین موسویان در پرونده اتهام جاسوسی به موسویان در رسانه‌های عمومی، که توسط فاطمه رجبی عنوان شده بود برعهده داشت.
در خرداد ۹۲، دادستان تهران به عنوان مدعی‌العموم و معاون وی به عنوان شاکی خصوصی از علیزاده‌طباطبایی به اتهام انتشار مطالب خلاف واقع، نشر اکاذیب و شایعات به قصد تشویش اذهان عمومی و افترا شکایت کردند. ولی در نهایت در دادگاه تجدید نظر تبرئه شد.
علیزاده طباطبایی همچنین وکیل پیشین پروندهٔ غنچه قوامی بود، شهروند ایرانی-بریتانیایی که پس از تلاش برای ورود به ورزشگاه ۱۲ هزارنفری آزادی، بازداشت شد. در روز ۲۸ آبان، سوسن مشتاقیان، مادر غنچه قوامی، در مصاحبه با رادیو فردا اعلام کرد که علیزاده طباطبایی، وکیل وقت غنچه قوامی، «پس از چند روز بی‌خبری»، استعفا کرده و آن‌ها به دنبال یک وکیل جدید هستند.
محمود علیزاده طباطبایی ۷ خرداد ۹۸ با حضور در دادسرای جنایی تهران بزرگ، و اخذ امضا از محمدعلی نجفی وکالت او در پروندهٔ قتل همسرش-میترا استاد- را پذیرفت.